# 江別市ガラス工芸館
江別市ガラス工芸館（えべつしガラスこうげいかん）は、北海道江別市野幌代々木町53番地にあるガラスの博物館である。
国道12号と並行して走る、通称「兵村二番通り」に面している。入館無料。

## 概要
1階には、ガラス作品の売り場がある。また、地階から吹き抜けになっているガラス工房の作業場があり、作品制作の様子を見下ろす形で見学できるようになっている。ただし制作作業は午後に行われることが多いので、来館時に必ず見られるとは限らない。
2階には、施設全体を借りているガラス工芸家の柿崎均の作品が展示されている。柿崎作品は、木工とガラスのコンビネーションに特徴が見られる。

## 建物の歴史
元来は石田惣喜知の個人宅であった。石田は西隣の区画に所在した北海煉瓦の従業員であり、給与代わりに規格外の製品を受領して、1943年（昭和18年）に自らこの建物を築造したという。
野幌駅から延びる野幌グリーンモールを整備する際に解体される予定であったが、江別市が買い上げて、1993年（平成5年）に曳家を行い、推定重量540トンの建物を約40メートル、元の位置から東側に移動させた。またこの折に、地階を増設するとともに室内側から鉄筋コンクリート構造の補強がなされた。総工費は9000万円に及んだ。
ガラス工芸館としてオープンしたのは移設の翌年、1994年（平成6年）のことである。